# مگان سوری
مگان سوری یک بازیگر آمریکایی می باشد که برای نقش آفرینی درفیلم آموزش نادرست بیندو (محصول ۲۰۱۹) و همچنین برای نقش آفرینی در نقش آنیسا در سریال کمدی نوجوانان نتفلیکس هرگز تا بحال نداشته ام(محصول ۲۰۲۰) مشهور شده است.

## حرفه
مگان نخستین نقش اصلی اش را با فیلم برنده جایزه آموزش نادرست بیندو نقش آفرینی نمود. خرده گیر یادآوری نمود که «مگان سوری در ایفای نقش بیندو به شکل کاملی منصوب گردیده شده». مگان سپس برای نقش آنیسا، دانش‌آموز هندی دیگری که به دبیرستان دیوی راه پیدا می کند، در فصل دوم سریال هرگز تا بحال نداشته ام منتخب شد.